# 1622 (locomotief)

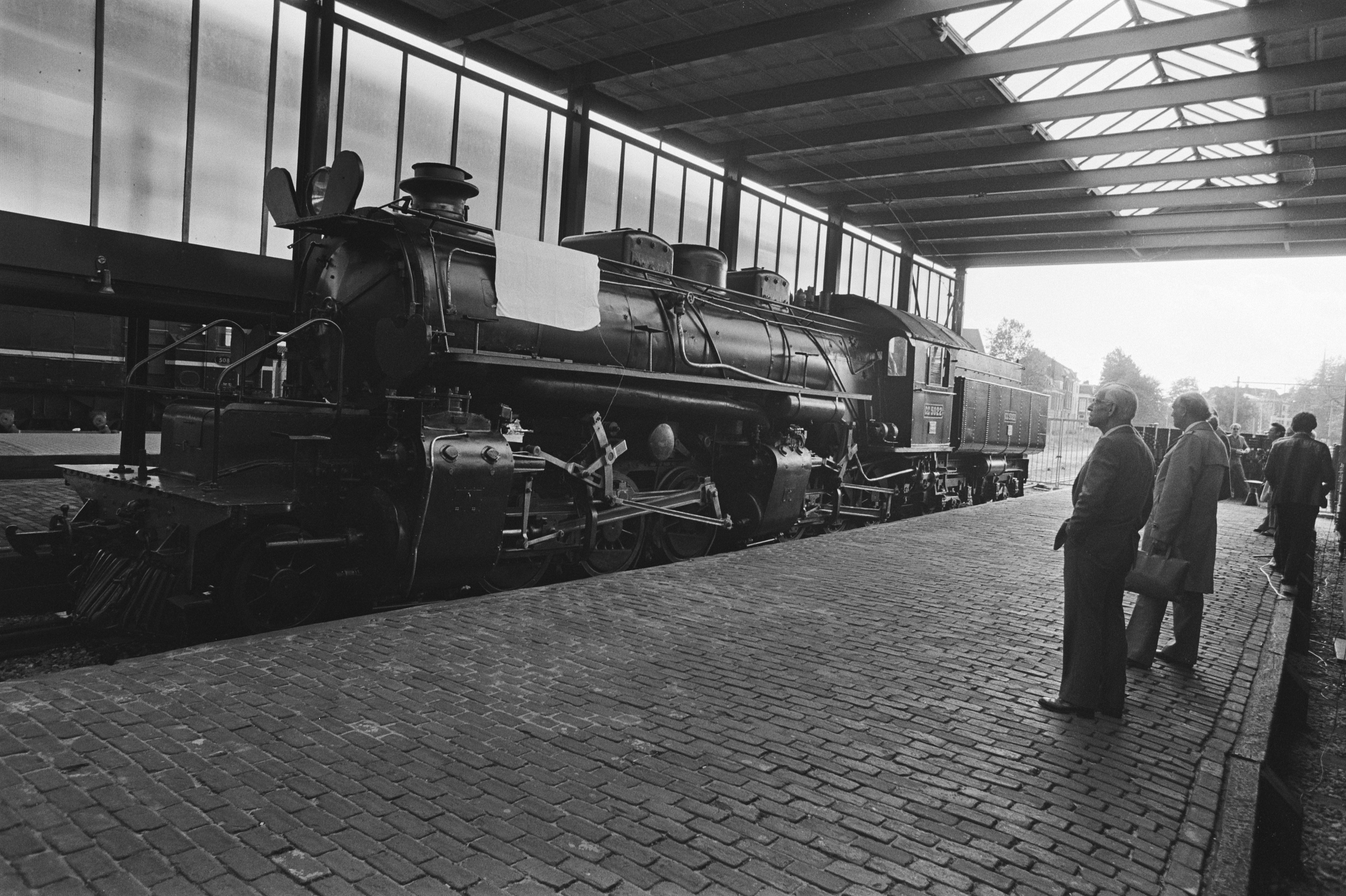
Mallet-locomotief CC 5022 "Sri Gunung" (Bergkoningin) van de Indonesische Spoorwegen in het Spoorwegmuseum in Utrecht

Stoomlocomotief 1622 "Sri Gunung" (Bergkoningin) van het Nederlands Spoorwegmuseum in Utrecht werd gebouwd in 1928 voor de Staatsspoorwegen in het toenmalige Nederlands-Indië door Werkspoor in Amsterdam. De locomotief is van het type Mallet.
Deze speciaal voor het trekken van zware reizigers- en goederentreinen gebouwde locomotieven (serie 1601 - 1630) waren bedoeld voor de inzet op de berglijnen van het eiland Java.
Het ontwerp van deze machine stamt van Schweizerische Locomotiv- und Maschinenfabrik in Winterthur. Zestien stuks werden door deze fabriek gebouwd, veertien door Werkspoor.
Deze Mallet-machine heeft twee maal drie drijfassen in twee afzonderlijke frames met eigen stoomcilinders. Het achterste frame is vast aan de ketel en het machinistenhuis verbonden, het voorste frame, dat via een glijstoel met terugstelveren ook een deel van het gewicht van de ketel draagt, is scharnierend aan het achterste frame verbonden, zodat naar links en naar rechts kan uitzwaaien. Hierdoor is het mogelijk dat grote machines met hun vele assen door de krappe bogen op berglijnen kunnen rijden.
Na de soevereiniteitsoverdracht aan de Republik Indonesia in 1949 kreeg deze serie locomotieven de nummerreeks CC 5000.
Machine CC 5022 werd in 1980 door de Indonesische regering en de Indonesische Staatsspoorwegen opgeknapt en aan het museum geschonken. De "Sri Gunung" (Bergkoningin) arriveerde op 24 juli 1981 in het museum.

## Gegevens
- Spoorwijdte: 1067 mm
- Roosteroppervlak: 3,4 m2
- Maximum stoomspanning: 14 kg/cm2
- Aantal cilinders hoge druk: 2
- Middellijn en slaglengte cilinders hoge druk: 420 x 610 mm
- Aantal cilinders lage druk: 2
- Middellijn en slaglengte cilinders lage druk: 650 x 610 mm
- Aantal drijfassen: 2 x 3
- Middellijn drijfwielen: 1106 mm
- Waterinhoud tender: 16 m3
- Kolenruimte voor: 5 ton
- Gewicht locomotief (dienstvaardig): 74 ton
- Gewicht tender (dienstvaardig): 37,5 ton
- Minimum boogstraal: 150 m
- Max. toegestane snelheid: 55 km/h